# Overend, Gurney and Co.
Overend, Gurney and Company Limited war eine Londoner Großhandels-Diskontbank, die als “the bankers’ bank” bekannt war. Sie wurde am 10. Mai 1866 zahlungsunfähig, was zum ersten Schwarzen Freitag der Bankgeschichte führte. Zum Zeitpunkt der Zahlungsunfähigkeit hatte die Bank Schulden im Wert von 11 Millionen Pfund, was 1084 Millionen Pfund im Jahr 2025 entspricht.